# Il Cannone Guarnerius

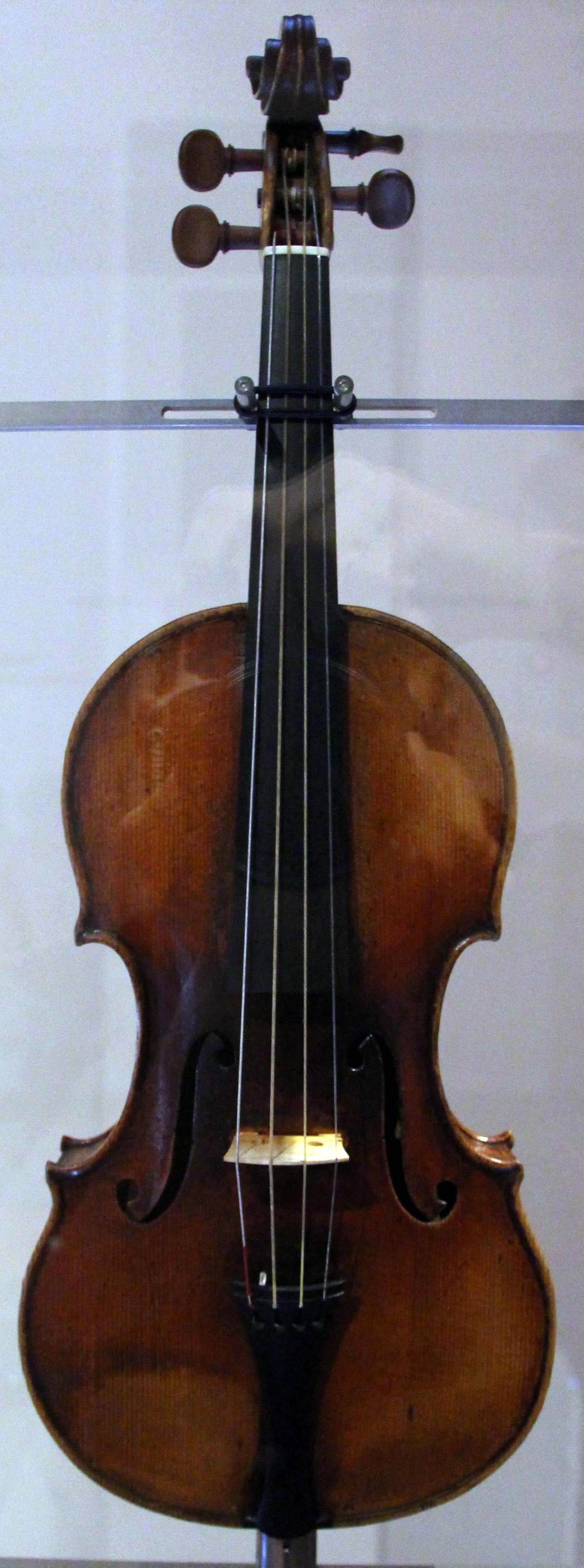
Il Cannone

Il Cannone Guarnerius (of Il Cannone) is een antieke viool die in 1743 werd gebouwd door de befaamde vioolbouwer Giuseppe Antonio Guarneri "del Gesù" (1698–1744). De viool, die ooit toebehoorde aan de vioolvirtuoos en componist Niccolò Paganini (1782–1840), is van onschatbare waarde.
De viool kreeg de bijnaam Il Cannone (Het Kanon) van Paganini, die uit het instrument een uitzonderlijke geluidssterkte en resonantie wist te halen. De viool was in het bezit van Paganini gekomen nadat hij een Amati-viool had verloren bij het gokken. De Guarneri kreeg hij van een amateurviolist en handelaar. 
Wanneer de viool gerepareerd moest worden, ging deze naar het atelier van Jean-Baptiste Vuillaume (1798–1875) in Parijs, toen de meest vooraanstaande vioolbouwer. Vuillaume bouwde een precieze replica van de Cannone, die Paganini op het oog niet van de echte kon onderscheiden, alleen op het geproduceerde geluid. De replica werd bespeeld door Paganini's enige student Camillo Sivori.

## Heden
Tegenwoordig zijn de Cannone en de replica veilig weggeborgen in het stadhuis van Genua. Elke maand komt de Cannone uit de kluis en speelt de curator en violist Mario Trabucco op de viool om de klank bij te houden. 
Soms wordt de viool uitgeleend aan musici. In 1997 werd Il Cannone onder zware politie-escorte compleet met machinegeweren en een pantserwagen richting Nederland vervoerd. Elke minuut werd de luchtvochtigheid in de koffer gemeten. Tijdens de vlucht naar Nederland in een vliegtuig van Alitalia kreeg Il Cannone een eigen plek toegewezen. In Maastricht speelde de violist Shlomo Mintz op de viool met het Limburgs Symfonie Orkest. In 1999 speelde de violist Eugene Fodor nog op Il Cannone in Californië. Begin 2006 stond het instrument tentoongesteld in de Londense Royal Academy of Music en werd het bespeeld op een festival gewijd aan Paganini.